# Генэйкосабериллийпентаникель
Генэйкосабериллийпентаникель — бинарное неорганическое соединение, интерметаллид никеля и бериллия
с формулой Be21Ni5,
кристаллы.

## Получение
- Сплавление стехиометрических количеств чистых веществ:

{\displaystyle {\mathsf {5Ni+21Be\ {\xrightarrow {1264^{o}C}}\ Ni_{5}Be_{21}}}}

## Физические свойства
Генэйкосабериллийпентаникель образует кристаллы
кубической сингонии,
пространственная группа I 43m,
параметры ячейки a = 0,7619 нм, Z = 2 .
Соединение конгруэнтно плавится при температуре 1264°С и
имеет широкую область гомогенности 78,5÷84 ат.% бериллия .
В более поздних работах сообщается о температуре плавления 1395°С и ещё более широкой области гомогенности .
Образование бериллидов никеля, в том числе и Ni5Be21, приводит к увеличению хрупкости бериллиевых сплавов .